# وسام هلمهولتز
تم إنشاء وسام هلمهولتز في 31 أغسطس 1891 بمناسبة الذكرى 70 لهرمان فون هيلمهولتز ومكافأة الباحثين على إنجازاتهم البارزة في مجالات العلوم الطبيعية والتكنولوجيا والطب ونظرية المعرفة في العلوم الاجتماعية. تم منحها لأول مرة من قبل الأكاديمية البروسية للعلوم : من عام 1946 من قبل الأكاديمية الألمانية للعلوم في برلين ، منذ عام 1972 أعيدت تسميتها إلى أكاديمية العلوم في جمهورية ألمانيا الديمقراطية . منذ عام 1992 ، تم منح هذا الشرف لأكاديمية برلين براندنبورغ للعلوم . تُمنح ميدالية هيلمهولتز كل عامين اعتبارًا من عام 1994.

## المستلمون

### 1892-1945
- 1892: إميل هاينريش دو بوا ريمون ، روبرت فيلهلم بنسن ، ويليام طومسون ، كارل ويرستراس
- 1898: رودولف فيرتشو
- 1900: جورج غابرييل ستوكس
- 1904: سانتياغو رامون إي كاجال
- 1906: أنطوان هنري بيكريل
- 1909: إميل فيشر
- 1910: جاكوبس هنريكوس فان هوف
- 1912: سيمون شويندنر
- 1914: ماكس بلانك
- 1916: ريتشارد هيرتويغ
- 1918: فيلهلم كونراد رونتغن

### 1946 - 1990
- 1959: أوتو هان ، جوستاف هيرتز ، ماكس فون لاو
- 1961: نيلز بور
- 1964: بول ديراك
- 1969: نيكولاي بوجوليوبو
- 1971: فيكتور هامبارزومجان وفلاديمير فوك
- 1975: لويس دي بروجلي ، Hans Stubbe ، أندريه كولموجورو
- 1978: كارل لومان
- 1981: Peter Adolf Thiessen ، بيوتر كابيزا
- 1984: Arnold Graffi
- 1987: ألكسندر بروشورو ، صامويل ميتجا رابوبورت
- 1990: Heinz Bethge [الإنجليزية]

### 1994 -
- 1994: مانفريد إيجين
- 1996: نعوم تشومسكي
- 1998: روجر بنروز
- 2000: يورغن هابرماس
- 2002: فريدريش هيرزبروخ
- 2004: هانز أولريش ويلر
- 2006: Günter Spur
- 2008: Peter Wapnewski
- 2010: Niels Birbaumer
- 2012: جون سي بولاني
- 2014: موراي جيل مان
- 2016: نيكولاس ريشر
- 2018: ريتا كولويل,[1][2]